# Bulachita
La bulachita és un mineral de la classe dels fosfats. Rep el nom de Neubulach, a Alemanya, la seva localitat tipus.

## Característiques
La bulachita és un fosfat de fórmula química Al₂(AsO₄)(OH)₃·3H₂O. Va ser aprovada com a espècie vàlida per l'Associació Mineralògica Internacional l'any 1982. Cristal·litza en el sistema ortoròmbic. La seva duresa a l'escala de Mohs és 2.
Segons la classificació de Nickel-Strunz, la bulachita pertany a «08.DE: fosfats, amb cations només de mida mitjana, (OH, etc.):RO₄ = 3:1» juntament amb els següents minerals: senegalita, aldermanita, fluellita, zapatalita, ceruleïta, juanitaïta i iangreyita.

## Formació i jaciments
Va ser descoberta a Neubulach, al municipi de Calw, dins de l'estat de Baden-Württemberg (Alemanya). També ha estat descrita en un altre indret de l'estat alemany d'Hessen, així com a la regió de Provença - Alps - Costa Blava (França), a la Cornualla anglesa i a Sardenya (Itàlia).